# 이철승
이철승(李哲承, 1922년 5월 15일 ~ 2016년 2월 27일)은 대한민국의 독립운동가, 학생운동가, 정치인, 시민사회기관단체인이다. 본관은 전의(全義)이다.
경성부에서 출생하였고 전라북도 완주와 전라북도 전주부에서 성장하였다. 일제강점기 후반에는 전주고등보통학교에 재학 중 징집반대 등으로 일제의 감시를 받았고, 백부 이석주의 권고로 인하여 인촌 김성수를 찾아갔다. 그 뒤 보성전문학교 내 반일 학생이며 강제 징집 거부 등으로 요시찰 인물로 지목되다가 1944년 1월 학병으로 강제 징집되어 끌려갔다. 그 뒤 오사카의 병참부대에 배속되어 1945년 8월 자살특공대로 차출당했다가 8월 15일 일본의 항복으로 일본군에서 탈출했다.
광복 직후에는 학병 동맹의 결성에 참여하였다는 말이 있으나, 그의 성향을 봤을 때 좌파 단체인 학병동맹에 실질적으로 참여했을 것 같지는 않다. 이후 군정기 때는 우익 학생 운동과, 신탁통치 반대 시위 당시 김구, 김성수 등을 도와 학생 반탁 집회를 주관하였고, 1948년 정부 수립 이후에는 제헌 국회의원에 출마했다가 낙선, 친일 경찰 채용 등을 반대하기도 하였다. 6·25 전쟁 중에는 학생들을 모아 전국학련 학도의용군을 편성, 낙동강전선과 대구에서 참전하였다. 1951년 임시수도 부산에서 국민방위군들 병사들에게 전달해야할 50여억 환의 자금과 재물을 착복한 것을 국회에서 폭로하게 하였다. 제1공화국 기간 중 자유당에 반대하여 야당 정치인으로서 활동했다. 초대 제헌의원 선거에는 낙선하였으나, 3대, 4대, 5대, 8대, 9대, 10대, 12대 국회의원을 지낸 7선 의원이었다.
1961년 5·16 군사 정변 이후 박정희의 회유를 거부하고 반 군정 운동을 하였다. 1970년대 김영삼, 김대중, 윤보선, 유진산 등과 신민당의 당권을 놓고 경쟁관계에 있었으며, 중도화합론을 주장했다 하여 '사쿠라'라는 별명이 붙기도 했다. 그러나 1976년 신민당을 박정희의 어용야당으로 만들려는 차지철에게 매수당했으며 그래서 신민당 전당대회에서 김영삼과 당 총재 직을 놓고 경합을 벌였으나 패배했는데 이에 앙심을 품고 조직폭력배인 김태촌을 시켜 김영삼을 습격하게 했다. 하지만 김영삼은 3층 창문으로 뛰어내려 도망치면서 습격은 실패했으며 당하고는 못 사는 성격을 가진 김영삼이 맞불 작전으로 김영삼 본인 역시 조직폭력배를 사다가 이철승을 공격하도록 해서 이철승의 조직폭력배와 김영삼의 조직폭력배가 패싸움을 벌이게 되었으니 이를 신민당 각목 사건이라 한다.
1988년 13대 총선에서 낙선한 이후 정계 은퇴, 우익 시민사회단체를 지도하였다.

## 생애

### 생애 초기

#### 출생과 가계
소석 이철승은 1922년 5월 15일 경성부 종로방 수표동(현재의 서울특별시 중구 수표동)에서 이석규(李錫圭)의 2남 5녀 중 장남으로 출생하였고 본적지인 전라북도 전주부에서 성장하였다. 그의 아버지 이석규는 일제 식민 통치에 항거하여 3.1 만세 운동에 동참하였다. 그는 어려서부터 불의를 참지 못하던 성격이었다. 그의 둘째 큰아버지는 훗날 제헌국회의원을 지낸 이석주(李錫柱)였다.
그의 집안은 양반가문 출신으로 형조정랑을 지내고 사후 증 병조참판에 추증된 이직간(李直幹)의 18대손으로, 선조 영의정을 지낸 이탁(李鐸)은 15대 방조였고, 숙종 때 우의정과 판중추부사를 지낸 충정공 만암 이상진(李尙眞)은 그의 10대 방계 선조였다.
13대조 이정란은 임진왜란 때 의병을 창의해서 전주성을 지키는데 참여한 전주부윤 겸 삼도 소모사를 지냈다. 11대조 이영선은 지역의 명망있던 인사로 사후 반곡서원에 배향되었다. 10대 방조 이상진은 서인 중진으로 우의정과 판중추부사, 영중추부사 등을 지냈지만 서인이 노론과 소론으로 분당될 때 소론이 되었다. 이상진의 동생인 이상민의 5대손이자 이철승의 6대조인 이진희(李鎭熙)는 정조 때에 생원시와 진사시 양시에 합격하기도 했다.
당시 그의 본적지는 전라북도 전주부 서신동 290번지였는데, 17대조 때 완주군 구이면 장판리 모악산아래에 정착하였고, 그 뒤 아버지의 대에 경성으로 이주하게 되었다.

#### 유년기

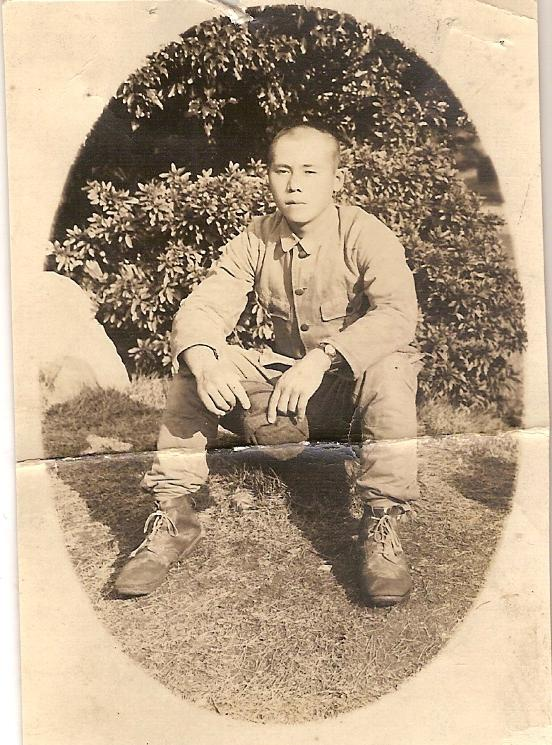
소년 시절

그는 유복한 가정 환경에서 성장하였는데 할아버지 이시형은 전주지방의 3대 거유(巨儒)중 한 사람인 저명한 유학자였다. 아버지 가석 이석규는 경성공업전문학교(서울대학교 공과대학 전신) 3학년에 재학 중 3∙1운동에 가담, 제적당한 후 형 이석주와 더불어 항일 독립운동에 나섰으며 끝까지 창씨개명을 거절하며 일제에 항거하였다. 아버지 이석규는 후일 6·25 전쟁때 퇴각하는 남로당 공비들에 살해되었다. 중부인 우농 이석주는 후일 제헌국회의원을 지내는데 그를 인촌 김성수에게 찾아가게 한 사람이 이석주였다. 그에게는 1명의 남동생과 5명의 자매가 있었다.
중부 우농 이석주는 여수에 큰 광산을 갖고 있어서 밖으로는 비밀리에 상하이임시정부와 연계하고, 국내에서는 고하 송진우, 인촌 김성수 등과 연대하며 지하에서 항일운동을 전개하였다.

#### 소년기
1928년 전주제일보통학교에 입학했다가 군산 소화보통학교로 전학갔다가 다시 전주로 돌아오면서 전주 제2보통학교로 전학하였다. 1936년 2월 전주 제2보통학교를 졸업하고 전주북중학교에 진학하였다. 중학교 재학 시절의 이철승은 운동을 좋아했는데, 축구, 야구, 농구, 철봉, 평행봉, 역도, 달리기, 검도, 투원반 던지기 등 여러 운동에 만능이었다. 전주북중 재학 중 그는 경성제국대학교가 주최한 전국중학교 축구대회에 골키퍼로 출전하기도 했다. 그러나 학업성적은 신통치 않았고 일본인 선생으로부터 주목 받은 문제 학생이었다.
전주북중학교(全州北中學敎, 전주고등학교의 전신으로 5년제) 재학 중, 일제(日帝)가 강요하는 창씨개명을 거절했고, 일본어인 당시 국어(國語:일본어)도 하지 않으면서 민족차별을 하는 일본인 학생들을 두들겨 패기도 하여 가정근신 또는 정학 등을 당하기도 하여 중학교 2학년 때 낙제를 했다 한다.
당시 전주북중은 조선인 학생이 많이 다녔고 전주남중은 일본인 학생이 많이 다녔는데 전주남중의 학생 오야붕이라 자칭하는 불량학생 마쓰오 다이사는 자주 전주북중 학생을 이유없이 괴롭히고 있었다. 마쓰오 다이사는 당시 전주에서 큰 '태양당'이라는 문방구 겸 인쇄소를 경영하는 일본인 지역 유지의 아들이었는데, 가끔 이 일본인의 태양당 문방구에는 조선인 학생들에게는 노트나 연필을 팔지 않을 정도로 조선인들을 무시하거나 멸시하기도 했다. 마쓰오 다이사와 그의 꼬붕을 자처하는 학생들은 주변의 불량배로 학생들에게 공포의 대상이었다. 마쓰오 다이사의 패거리가 학생들을 이유없이 괴롭히는 것에 분노한 이철승은 수업을 마친 뒤 하교길에 목검을 들고 골목을 지키고 있다가 마쓰오 다이사를 붙잡아 놓고 신나게 두들겨 패주었다. 그 뒤로 이 사건으로 전주시내 조선인 학생들의 사기는 한껏 높아졌고 불량학생들 고민을 하지 않아도 되었으나 이철승 자신은 '조행이정'이라 하여 태도불량이란 명목으로 불이익을 당하기도 했다.

### 일제 강점기 활동

#### 학창 시절

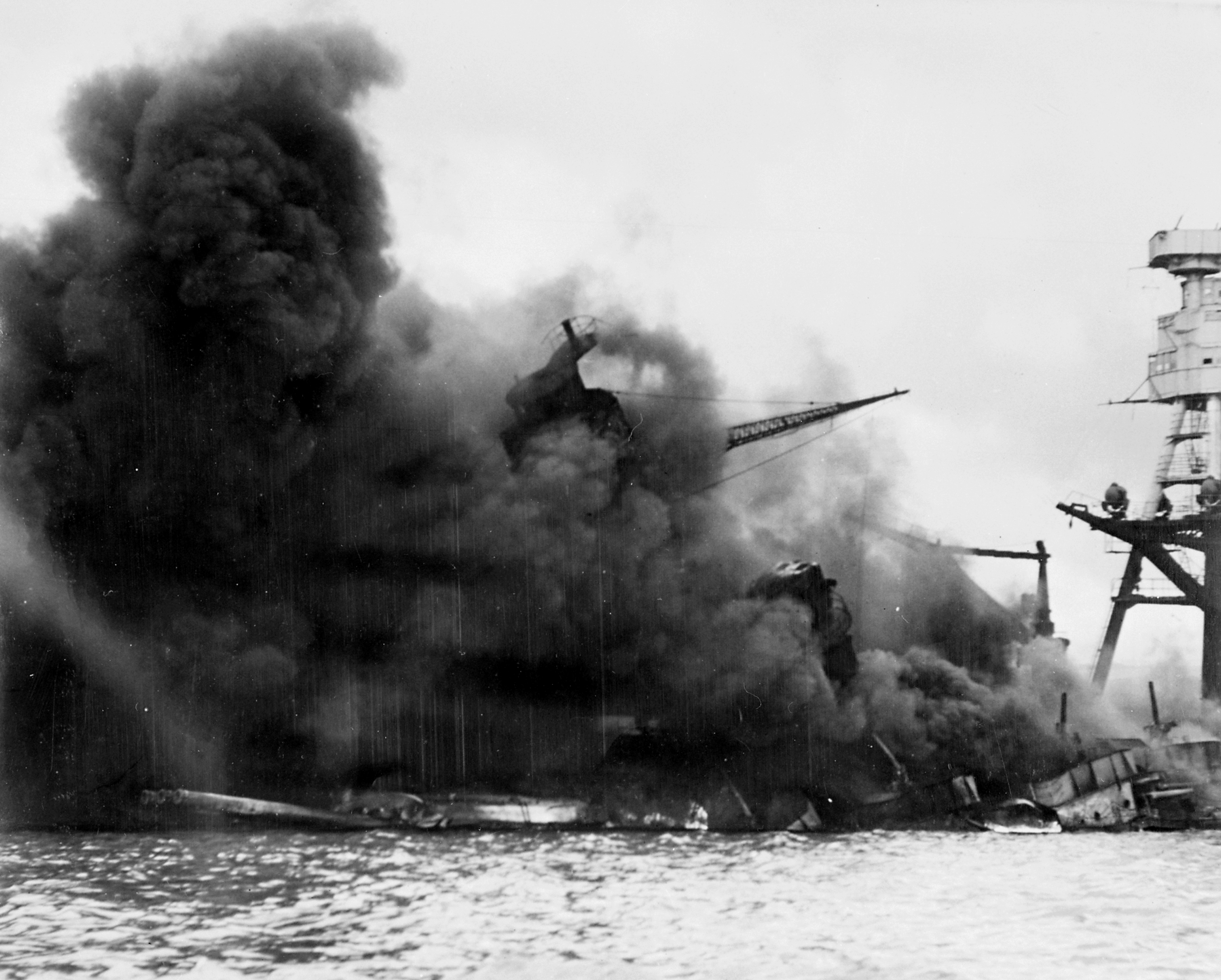
태평양 전쟁

일제강점기 후반 전주고등보통학교에 재학 중이던 그는 일제에 항거하였으므로 잠재적 불령선인으로 찍히면서 총독부 학무국의 탄압과 견제, 감시를 받게 된다. 그러나 조선총독부의 이런 저런 불이익과 차별대우에도 굴복하지 않고 반일의식과 일제에 대한 항거를 계속 고수하였다.
그는 전주고보 재학 시절, 졸업을 앞두고 퇴학을 당할 위기에 처한다. 1942년 전주고보 5학년 졸업반 때에는 '한글은 야만인이 쓰는 부호이다'라며 한국인을 극도로 멸시하는 일본인 교사 노다(野田)를 교실바닥에 내동댕이치는 사건을 일으켜 무기정학을 당했다. 노다는 중일전쟁에 참전했다가 1942년 그가 전주고보 5학년일 때 상이군인으로 돌아와 지리 교사로 임용되었다.
일본인 교사의 차별대우는 어느 수업시간에 분노로 폭발하게 된다. 하루는 수업시간 중 그의 동문 송경진이 벌떡 일어서며 "선생님이 상급 학교 입학시험에 지리과목이 없다고 하여 지리공부를 안한다며 낙제 점수를 주겠다 했습니까?"하고 항의를 하자 노다가 목검을 들고 달려와 그를 내려치려는 순간 이철승이 목검을 받아 빼앗고는 노다 교사를 마룻바닥에 내동댕이쳤다.
이후 불령(不逞) 조선인 학생으로 낙인 찍혀 출세길이 열리는 것으로 인식되었던 일본 유학이나 관·공립전문대학에 진학할 수 없게 되었다.
평소 조선인을 무시하며 학생들에게 폭행을 일삼던 일본인 선생을 들어 내동댕이쳤던 일로 그는 퇴학 위기에 직면하였으나 단체로 시험 거부를 하며 감싸준 친구들 덕에 겨우 퇴학은 면했으나 품행 성적은 갑을병정 중 ‘정’이었다. 이철승은 불령학생이자 요주의 인물로 떠올랐고 일부러 교사들로부터 불이익을 당하여, 졸업성적은 최하점이었다. 상급 학교에 진학하려 하였으나 그를 기피했고, 그런 그를 받아 준 것은 고려대의 전신 보성전문학교였다.

#### 태평양 전쟁 후반

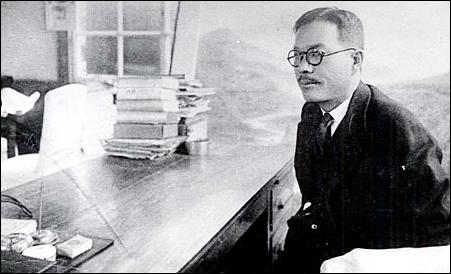
보성전문학교 교장 인촌 김성수

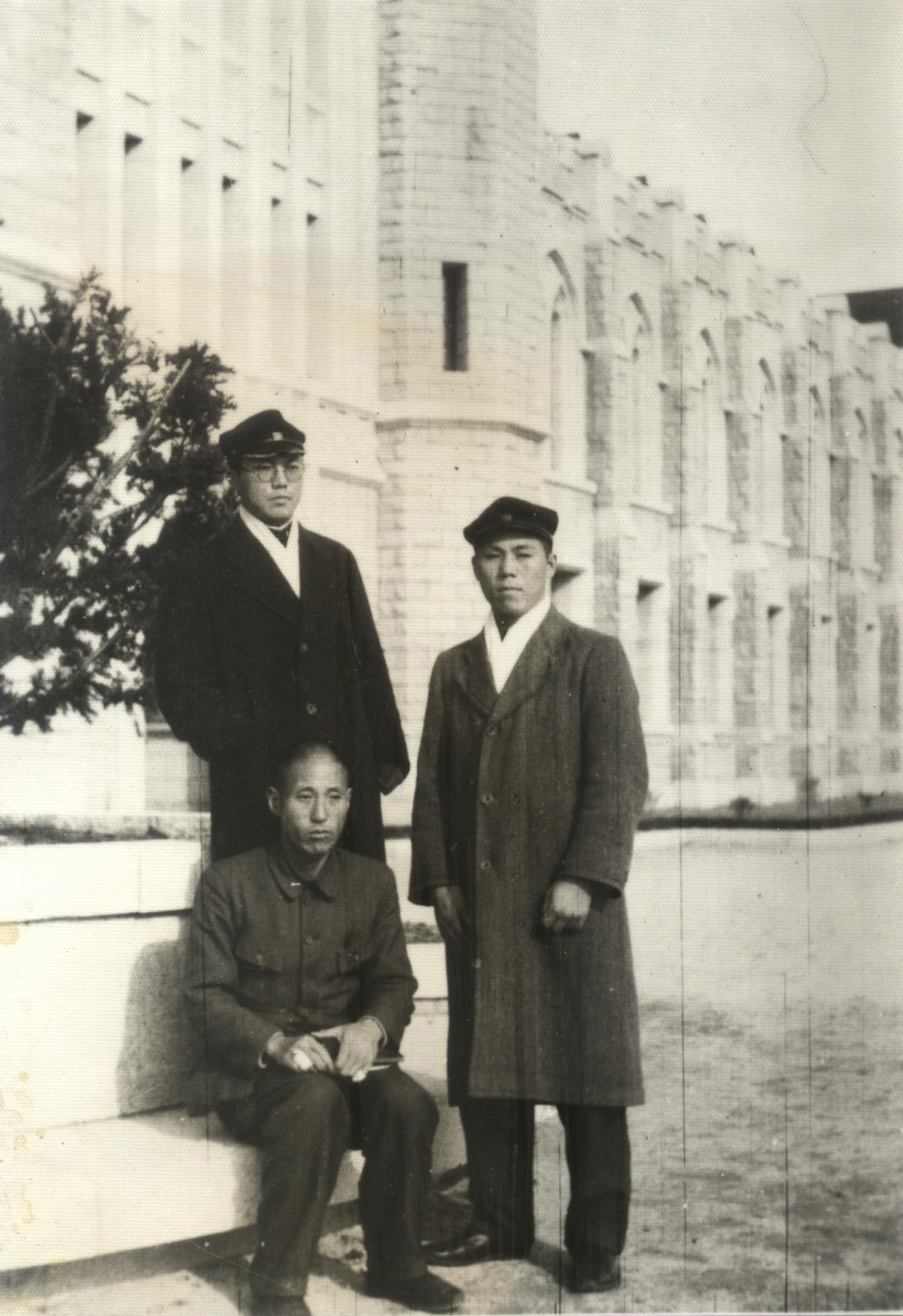
보성전문학교 재학 시절 (오른쪽 맨 끝에 서있는 이가 이철승)

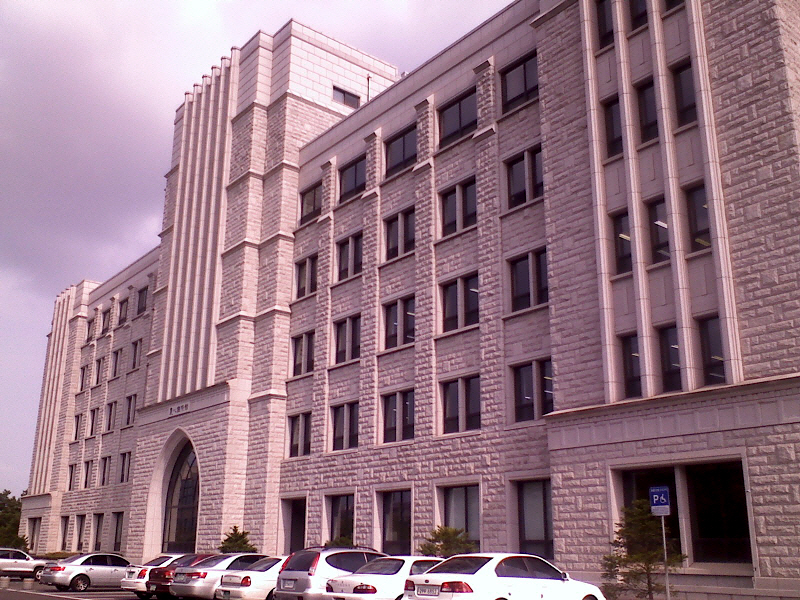
보성전문학교(현재의 고려대학교)

그의 둘째 큰아버지 이석주(李錫柱)는 그에게 '일본 유학이나 관·공립학교에 진학하게 되면 사상이 나쁜 너는 평생 형무소생활을 거듭하거나 불량배로 전락하기 쉽다. 그러기 때문에 우리 민족의 지도자, 우리 힘으로 세운 민족학교인 보성전문학교(普專·고려대학교의 전신)에 진학하라'고 제안했다. 둘째 큰아버지의 권유를 받아들여 그는 보성전문학교(普成專文學敎)에 입학 을 결정, 전주북중학교를 졸업하고 서울로 상경, 보성전문학교에 입학했다. 마침 당시 인촌 김성수(仁村 金性洙)가 교장으로 재직중이었는데 인촌의 증조모가 이철승 집안의 규수였던 인연으로 김성수를 가까이에서 모시게 되었다.
1943년 10월, 일본은 학병제를 공표하여 태평양 전쟁에 자원할 학생들을 모집하였다. 각급 교육청과 학교에서는 실적을 올리기 위해 지원에 응하도록 갖은 협박과 압력을 일삼았고, 총독부 학무국에서는 친일파를 앞세워 지원병 가입을 선동하기도 했다.
1943년 병을 핑계로 입원중인 철학자 안호상의 문병을 갔다. 그러나 안호상에게서 패전이 확실하니 지원하지 말고 기피하라는 언질을 듣고 학병을 기피하게 되었다. 보성전문학교를 졸업하고 학생운동에 투신하였다.
조선총독부의 학도병 징집령에 반발한 이철승은 비밀리에 동료들과 학병거부운동을 계획하였다. 그러나 이 계획은 총독부 첩자들의 감시, 추적 때문에 발각되면서 고이소 총독에게까지 전해졌다. 뜻밖에도 고이소 총독은 그들에게 면담을 요청했다. 이철승 일행과 만난 자리에서 조선총독 고이소는 '조선과 일본은 동조동근이기에 내선일체가 되어야 한다’며 터무니없는 식민지 이론을 역설한다. 이에 이철승은 '독립 없이 전쟁터에 나가는 것은 개죽음을 당하는 것과 같으며 목숨을 걸고 학병거부운동을 하겠다'고 일갈했다.

#### 학병 거부 사태
안호상의 언질을 받은 뒤 이철승은 바로 연희전문학교 나 모의 하숙집에서 경성제대 이혁기(李赫基·광복 직후 좌익의 국군준비대 사령관) 등과 학병거부운동을 결의, 이 운동을 조직화해서 강력히 전개하기로 했다. 그러나 이 비밀이 혜화전문학교의 金모 군에 의해 새어나가 김모의 친척인 문모라는 친일파 거두에 의해 고이소 당시 조선총독부 총독에게 알려졌다. 그는 일의 심각함을 感知(감지)한 탓인지 바로 文씨를 통하여 우리 대표들과의 면담을 요청해 왔다. 이철승은 학생 대표들을 이끌고 난상토의 끝에 면담에 참석하기로 결의함으로써 총독과의 면담은 이루어졌다. 우리는 비장한 각오로 핵심적인 질문을 분담해서 하였다.
이철승과 학생들은 '일본은 대동아 성전(聖戰)이라고 하면서 동남아의 다른 나라들은 모두 독립을 인정하면서 왜 2,000만 명의 조선(朝鮮)만 독립시키지 않는가? 나라의 독립 없이 전쟁터에 나가는 것은 개죽음을 당하는 것과 같다. 따라서 우리는 목숨을 걸고 학병거부운동을 전개하겠다'고 주장하였다. 고이소 총독은 '조선과 일본은 동조동근(同祖同根)이다. 그러기에 조선과 일본은 내선일체(內鮮一體)가 되어야 해, 제군들의 말에 일리는 있어. 그러기 때문에 내가 부른 게 아닌가. 조선인들의 불만을 해소하는 게 바로 내 직책이야'라며 목소리를 높였고, 고이소는 옆에 있던 그를 유심히 바라보고 있다가 '어느 학교 누구인가'라고 물었다. 그는 '보성전문 李哲承입니다'라고 크게 대답했다. 그는 다시 한 번 나를 이모저모 살피더니 ' 김성수(金性洙) 군은 물샐 틈 없는 인물이지'하고 혼자 중얼거리듯 말했다.
그는 순간 '仁村 선생은 총독까지도 다루기 거북한 존재이구나' 싶었다. '이번에 전문대 정비에 보성전문도 폐쇄되는 겁니까'라고 다그쳐 물었으나 분명한 답을 들을 수 없었다 한다. 학생들은 총독의 설득에 『못 알아 듣겠습니다. 우린 이제 그만 돌아가겠습니다』 라고 큰소리로 말하고 총독 관저에서 나왔다.
그 뒤 1944년 조선총독부는 보성전문을 폐쇄시키지 못하고 보성전문을 경성척식경제전문(京城拓殖經濟專門)으로 강등시켰다. 그러나 끝내 학도병으로 끌려가게 되었다. 1944년 12월 5일 거행된 장행회(壯行會)는 죽음의 길로 떠나는 보성전문학교 학생들을 전송하는 행사였다. 장행회가 끝나자 본관 앞 운동장에서 학생들은 장작으로 모닥불을 피워 놓고 마지막 술잔을 들며 이아주(李娥珠) 여사가 손수 만들어 주신 「카레라이스」를 먹었다. 학생들은 통한의 울분을 「스톰(storm·폭풍)」으로 폭발시켜 스크럼을 짜고 「입실렌트·체이호」의 校號(교호)를 외쳤다. 그 순간 누군가 『일본놈의 경찰서를 쳐부수자』 라고 소리쳤고, 학생들은 시위대를 형성하여 안암동을 빠져나갔다.

#### 강제 징집과 귀국

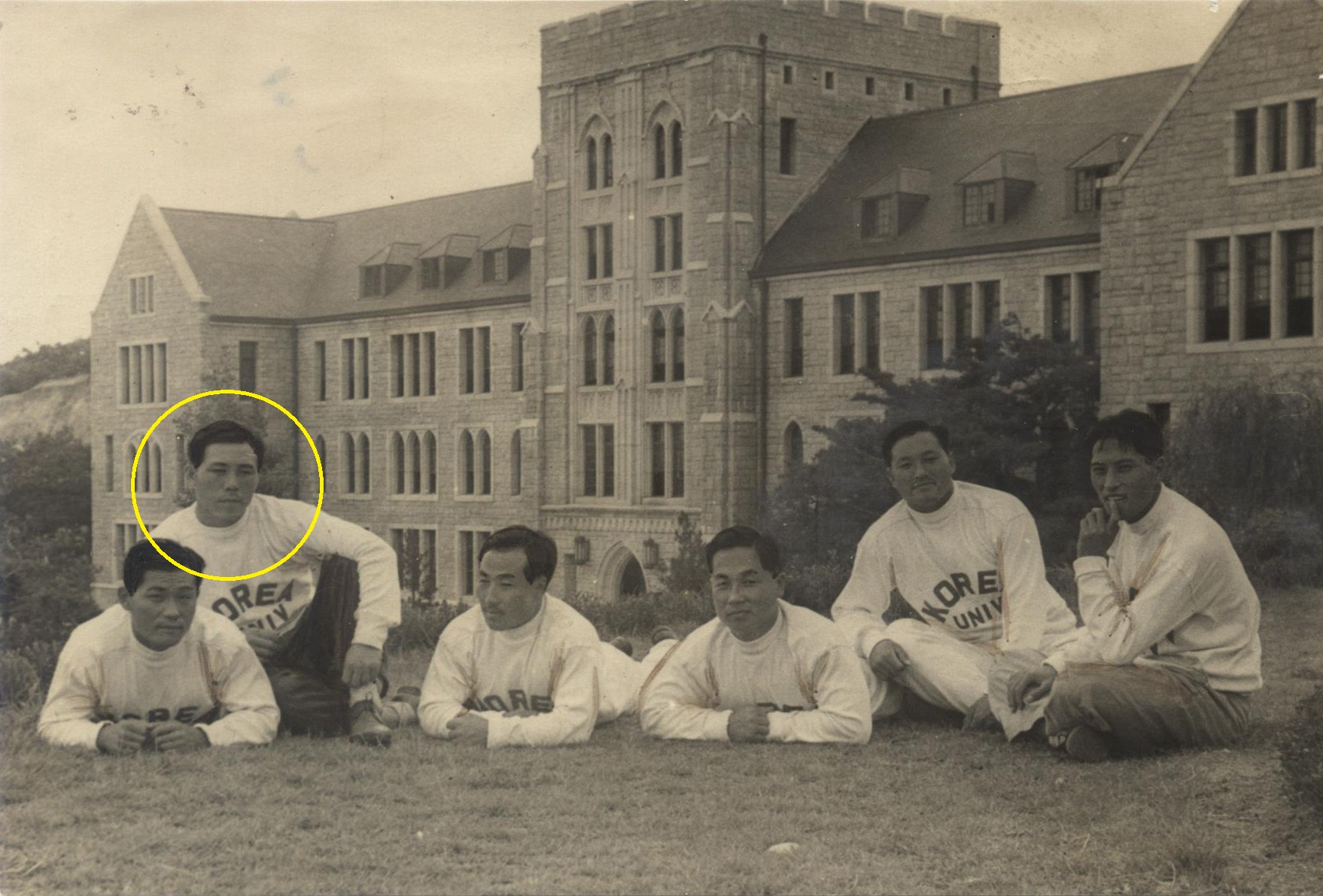
고려대학교 재학 시절

보성전문학교 학생들

사태가 심상치 않게 되자 이철승은 김성수(金性洙) 교장의 호출을 받았다. “이 사람들 일을 저지르겠어. 자네 흥분해서 일을 저지르면 학교는 폐쇄되고 그나마 후배들은 배울 곳조차 없게 돼” 하면서 “오늘이 있듯이 내일도 있네. 설움 속에서 시름을 씻고 일어서는 것이 우리 조선민족이야! 단칼에 베려 하지 말고 매사를 길게 보게”라고 하였다. 김성수의 설득으로 그는 흥분된 시위대의 선두를 다시 학교로 돌리고 수습하였다.
1944년 1월 20일 이철승은 학도병으로 강제로 차출되어 전주역에서 할머니의 배웅을 받고 일본 도쿄로 끌려갔다. 이어 일본 오사카 사카이시 병참부대에 배속되었는데 그 부대에는 전주북중 19회 동기동창생인 임인영이 복무하고 있었다.
그러나 그는 이 때까지도 창씨개명을 계속 거부하였고, 창씨개명을 하지 않은 그는 일본군에게는 눈엣가시처럼 여겨졌였다. 불령선인의 꼬리표가 붙은 그에게 고된 훈련과 기합이 계속되었고 자살폭격대에 강제로 투입되기까지 한다. 그러나 1945년 8월 10일 자살폭격대로 출정하기 직전 라디오에서 일본 천황의 항복 방송을 접하였다. 이때 일본 헌병 하사관들이 칼로 나무를 베며 난동을 부렸다. 혼란 중에 일본군을 탈출한 그는 배편으로 귀국하였는데, 엄청난 수의 한국인 학병들이 귀국해야 했기에 배가 정원을 훌쩍 넘겨 귀국에 어려움을 겪기도 했다. 배편으로 부산항을 거쳐 고향인 전라북도 전주에 도착한다.

### 해방 이후

#### 광복 직후

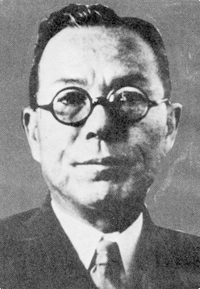
인촌 김성수, 그의 정치적 후견인이었다.

1945년 8월 15일 광복을 확인하고 학병동맹 결성에 참여하였다. 그 뒤 학병동맹의 지도자로 선출되었으며 혼란한 해방 정국에서 학병 동맹원들 모집을 위해 설득과 연설, 웅변 등으로 부단하게 노력, 고려대학교 이외에도 많은 학교에서 많은 학병 동맹원들을 가입시켰다. 학병동맹은 우익 청년단체, 우익 학생운동 단체의 전범이 되었다. 9월 2일 그는 학병 동지들과 함께 상경하여 계동(桂洞)에 있던 김성수의 댁을 찾았다. 다시 그를 만난 인촌 김성수는 그가 살아돌아온 것과 여러 젊은이들을 우익 진영으로 끌어온 수완력에 깊이 감동하였다. 이어 그는 한민당에 참여하였고 한민당에 있던 민족진영의 원로인 김성수, 백관수(白寬洙), 원세훈(元世勳), 서상일(徐相日) 등과 한민당 본부를 경비하는 경비대장을 맡게 되었다.
학교가 건준, 좌익 전위대 손아귀에 들어가자 윤원구(尹元求), 박석규(朴錫圭) 등 우익 청년들이 보성전문학교에 복교하였고, 그들로부터 복교 권유를 받았다. 특히 김성수의 사모님인 이아주(李娥株) 여사가 사람들을 데리고 그를 찾아와 간곡히 복교를 권유하자 그는 처음에는 거절하였다가 나중에 1945년 11월 보성전문 제1전문부 정치과 3학년에 복교하게 되었다.
그해 12월 전국반탁학생총연맹 중앙위원장에 선출되었다.

#### 신탁통치 반대 운동

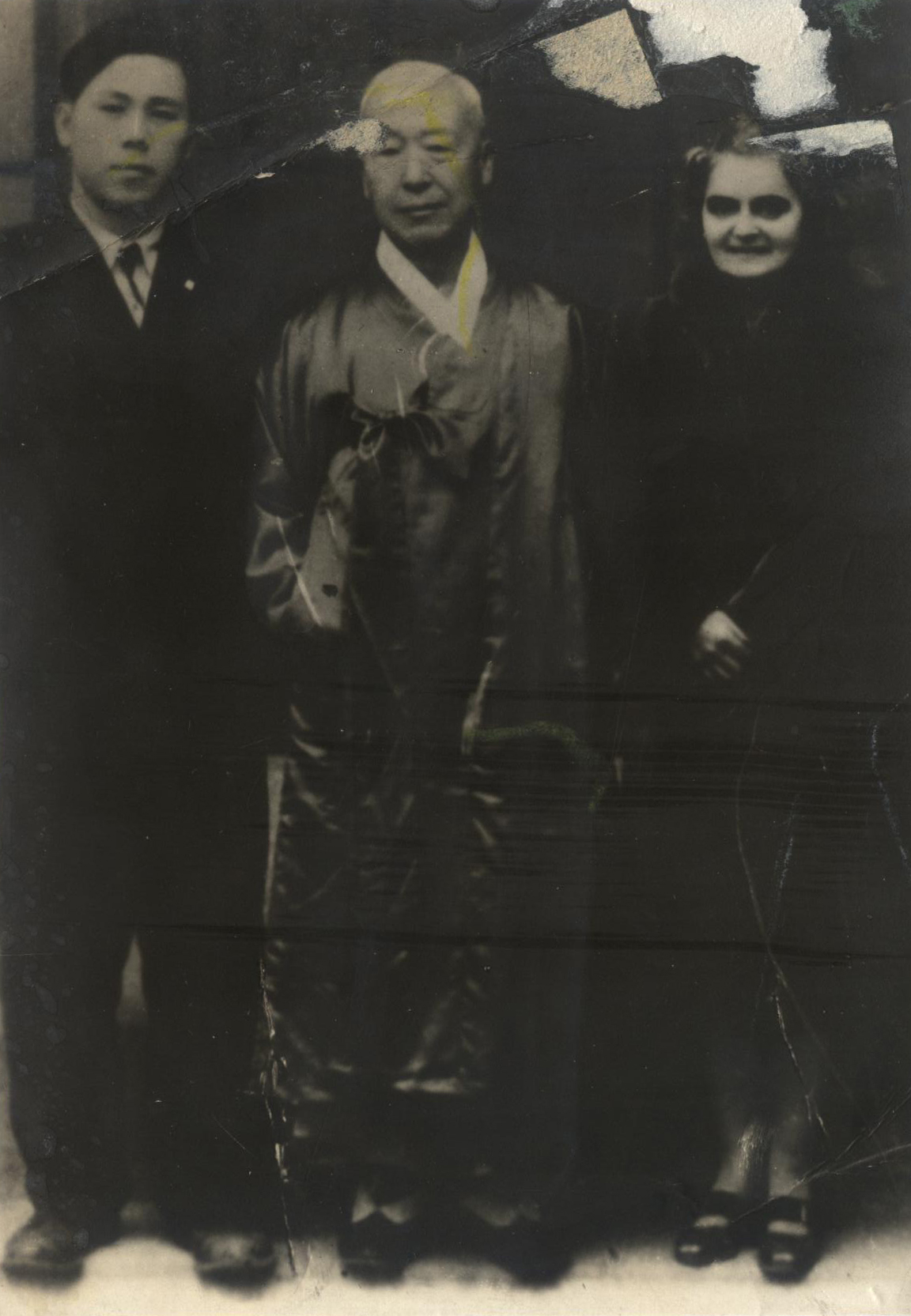
이화장에서 이승만, 프란체스카 도너와 함께 촬영 (1948년)

이후 우파인 한국민주당(韓國民主黨)의 학생조직을 맡다가, 우익학생운동에 앞장섰다. 이후 김구, 김성수의 주도로 신탁통치 반대운동이 벌어지자 이에 적극 가담하였다.
1945년 12월. 모스크바 3상 회의에서 미영소중 4개국이 5년 동안 조선에 대한 신탁통치를 하겠다는 결정이 났다. 이철승은 당장 학생들을 모아 반탁학련을 조직했다. 그는 특별히 경교장에 호출되었다. 백범 김구는 '반탁승리'라는 휘호를 써주며 그를 격려했다.
1946년 1월 2일 경성부 종로구의 한청빌딩에서 반탁한국학생 총연맹 결성준비대회를 주관 하였다. 1월 7일, 우익을 대표하는 학생들의 총연합체로서 결성된 '반탁전국학생연맹'의 위원장에 선출되었다. 이후 반탁전국학생총연맹이 전국학생총연맹으로 개편될때도 중앙위원장으로 재추대되면서 계속 이 단체를 이끌어갔다.
그는 꼭두새벽이면 일어나 김성수 댁을 시작으로 전용순 댁에서 활동지원금을 받았고, 김구의 경교장, 신익희와 조소앙 등이 묵고 있는 한미호텔 등을 방문하기도 했다. 당시 인촌(김성수)의 주머니가 곧 이철승의 주머니라는 말이 있었다고도 한다.
1946년 1월 18일 이철승이 이끄는 반탁학련이 참여한 반탁 대회가 인민당 본부 습격으로 이어졌고 이로 인해 좌우익간의 유혈사태가 일어났다.

#### 해방 정국의 학생 운동
1946년 7월, 전국학생총연맹 위원장이 된 이철승은 반탁, 반공 운동을 활발히 전개해나간다. 좌 우익의 대립이 첨예하던 때, 양 진영은 각 분야의 인재를 모으는 데 주력했다. 그는 각계 예술인들을 통해 국민들의 호감을 끌어냈고 무력 충돌을 대비해 운동선수들을 포섭한다. 1947년 1월 26일 경교장에서 열린 반탁독립투쟁회 결성에 참여하고 반탁투쟁회 중앙집행위원의 한사람으로 선출되었다. 그해 5월 미소 공동위원회에 학생대표 예비회담에 한국인 우익진영 대표자의 한사람으로 참석하였다.
1947년 보스턴 마라톤 대회 우승자 서윤복 선수는 고려대 재학생으로 알려졌지만 실은 출전 당시 고려대학교 소속이 아니었다. 서윤복의 재능을 알아본 이철승은 총장의 허락도 받지 않고 그를 스카웃 해 올림픽에 내보낸 것이다. 서윤복의 우승하자 이승만, 김구, 김규식, 김성수 등이 직접 서윤복의 집을 찾아가 그의 우승을 격려하고 치하하였다.
이승만의 축전을 받고서야 사실을 알게 된 현상윤 총장은 노발대발했다. 그러나 이철승은 오히려 ‘학교를 세계에 알린 셈이니 상을 줘야 하지 않냐’며 맞받아쳤다.
1947년 6월 23일 서윤복 선수의 귀국에 맞춰 대규모 환영대회가 예정되어 있었다. 이철승은 이 날을 기회라 생각하고 반탁 운동 거사를 계획, 도모하였다. 환영인사로 가장한 반탁 시위대가 덕수궁을 점령했고 그들의 대표로 나선 이철승은 미소공동위 미국 대표 브라운 소장과 대면하게 된다. 그는 브라운 소장에게 분리독립을 요구하는 한편 이승만 박사를 지지하는 국민들의 뜻을 당당하게 밝혔다. 브라운 소장은 크게 노했으나 이들을 처벌하지는 않았다.

### 정치활동

#### 정치 활동 초기

##### 제헌국회의원 낙선

방북 직전 38선에서 선 김구

이후 1948년 1월 김구가 남북협상에 참여하면서 여러 번 그에게 북행을 만류했으나 듣지 않자 멀어졌다. 4월 김구가 북행을 결행하였다. 이철승을 비롯한 전국학련 일행들은 '이승만 박사와 노선이 분열되면 안 된다'며 경교장에 드러누워 김구의 북행을 저지했다.
못 가십니다. 가시려면 우리의 배를 지프차로 넘고 가십시오.

그러나 김구는 자신이 체포되어 법정에 섰을 때는 도와주지 않고 이제와서 북행길은 반대하느냐며 학생들을 향해 실랑이를 벌였다. 그 뒤 경교장에서 사람이 나와 김구는 북행을 하지 않을 것이라 설명했고 그는 청년들을 데리고 해산했다. 그러나 김구 일행은 결국 담벼락을 넘어 경교장을 나갔다. 이들의 만류에도 불구하고 김구 일행은 남북협상에 참여하러 북한으로 갔다.
그는 5.10 제헌 국회의원 총선거를 지지, 5월 10일의 제헌국회의원 후보로 전주 제1선거구에 출마하였다. 그는 '나간다! 젊은 일꾼 이철승' 등의 구호로 선거유세를 하였다. 이승만의 전폭적 지지를 받던 배은희 목사와 와세다 대학 출신으로 전남 곡성군 곡성면장을 지내고 건준에 참여하였다가 한독당으로 건너온 신성균, 정진희, 박완동 등이 출마하였다. 이철승이 출마하겠다고 나서자 아버지는 "공부하다 말고 학생이 무슨 소 리냐. 정 네가 나가겠다면 내가 절로 들어가 버리겠다."하고 완강히 반대하였으나 학련인사들이 집요하고 간곡하게 설득하여 허락을 받아냈다. 우파 후보자들의 난립으로 후보단일화를 하지 못하면서 낙선하였다.
7월 20일 이승만이 국회에서 간접 선거로 초대 대통령에 당선되면서 대한민국 정부가 갖춰졌다. 열렬한 지지를 업고 대통령으로 선출되었으나 그는 건국 세력을 배제하고 친일 인사를 기용해 건국 공신들과 갈등을 빚었다. 엎친 데 덮친 격으로 친일 경찰들을 타도하는데 나섰던 이철승이 친일파들의 음모로 정부 요인 암살자로 몰리기까지 했다. 이 문제는 이승만 대통령을 국회에 출석시킬 정도로 파급이 컸다. 무죄로 풀려난 뒤 이 대통령과 재회하는 자리, 그를 보고 반가워하는 이승만에게 이철승은 ‘친일경찰들로 내각을 구성하면 안 된다’며 일침을 놓는다.
친일 경찰들 때문에 대한민국에서 못살게 됐으니 어디로 가야겠습니까? 이 나라를 저렇게 친일 경찰들에게 맡기면 안됩니다.

그는 장택상과 조병옥이 친일 경찰을 채용하는 것을 비판하는 한편 이를 막기 위해 이승만을 찾아가 친일 경찰 채용의 부당성을 역설하며 설득하였다. 그러나 이승만은 듣지 않았다. 친일파 채용 문제를 계기로 그는 이승만 대통령의 최측근에서 이승만과 등을 돌리게 된다. 그 뒤 제1공화국이 출범하면서 우익 청년단체와 우익 학생운동 단체에 대한 탄압이 가해지면서 이승만과 결별하게 된다. 이로써 이승만과도 결별하게 되었으나, 김성수와 장면이 그를 정치적으로 후원하였다.

##### 한국 전쟁 전후

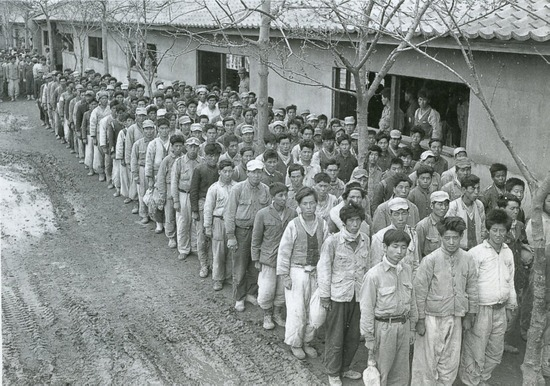
소집된 국민방위군

정부 수립 직후 그는 장택상과 조병옥 등이 친일파 경찰을 채용하는 것의 부당함을 이승만에게 지적하였으나, 이승만이 이를 받아들이지 않자 이승만과 결별하고 야당인사의 길을 걷게 된다. 1949년 3월 11일 대한역도연맹 평의원과 재무부 부원으로 선출되었다.
1950년 5월 2대 국회에 출마했으나 낙선하였고 1949년 곽상훈, 신익희, 이청천 등과 함께 백민태 등 테러리스트들의 암살표적으로 지정되기도 했다. 1950년 6.25 이후 3일만에 서울이 공산치하에 점령되자 비밀리에 피난해 있다가 조병옥 박사와 합류해 학도의용군을 창설한다. 한편 6.25 전쟁 중 점령지인 서울에 있던 아버지 이석규가 퇴각하던 공비들에게 살해되었다는 비보를 접한다.
피난학생 3천여명을 모아 전국학련 학도의용군을 편성, 그가 조직한 학도병들은 낙동강 방어선과 대구 지역을 지켜내며 인천상륙작전의 성공의 가장 큰 공신으로 활약했다. 전쟁 중 그는 1951년 임시수도 부산에서 국민방위군 간부들이 의복과 보급품을 횡령·착복한다는 첩보를 입수, ‘국민방위군 비리 의혹을 제기하였다. 우연히 국민방위군에 속해있던 친구를 만나게 된 그가 아사 직전인 친구의 사연을 듣고 진상 조사에 착수하여 의혹을 제기했는데 이는 사실로 확인되었다. 국민방위군들에게 전달해야할 50여억환을 착복했다는 의혹을 접한 뒤 조사, 그 결과 고위 간부들이 군인들의 의복, 식량 등에 관한 비용 약 72억원을 착복했다는 사실을 알아냈다.

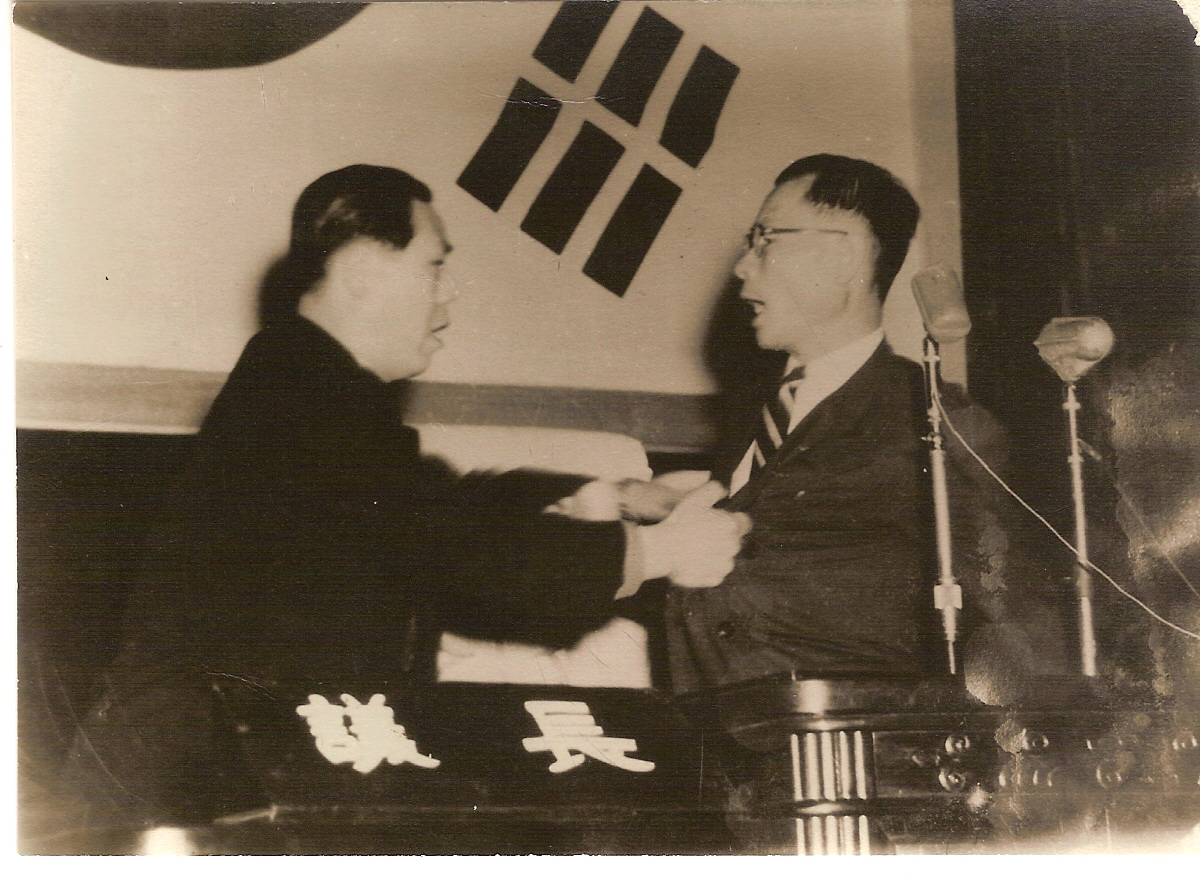
사사오입 개헌안이 통과되자 민의원부의장 최순주의 멱살을 잡다

이후 국민방위군 사건의 진상 조사를 요구하며 자유당 정권을 비판, 국민방위군 사건의 진실을 폭로하게 하였다. 국민방위군 사건을 계기로 이승만 내각의 신뢰는 실추하게 된다. 1952년초 휴전과 동시에 상경하였다. 1952년 4월 15일 대한역도연맹 이사장이 되었다. 53년 11월 16일 다시 역도연맹 이사장에 재선출된다.

##### 사사오입 개헌
1954년 5월 제3대 민의원의원 선거에서 고향 전북 전주에서 출마하여 무소속으로 당선되었다. 두 번의 낙선 끝에 3대 민의원의원에 당선되며 정계에 진출한다. 이후 제4, 5대 민의원의원을 지냈다.
1954년 사사 오입 발췌개헌에 반대하였다. 이승만 대통령이 장기집권을 위해 대통령 중임제한을 철폐하고자 헌법 개정을 추진하던 때였다. 개헌안이 한 표 차이로 부결이 되자 자유당 소속 의원이 '수학자들 이야기로 사사오입하면 통과됩니다. 계산 착오로 시정하고 가결된 것으로 합니다.' 하자 그는 사사오입의 비논리성을 따지다가 바로 단상에 올라 최순주 민의원부의장 멱살을 잡고 '이게 무슨 짓이냐'며 항의하였다. 그러나 사사오입 개헌안은 그대로 통과된다.
1955년 3월 대한역도연맹 부회장이 되었다.

#### 야당 정치인

##### 민주당 신파 활동
이후 1955년 11월 민주당이 결성되자, 장면(張勉)을 찾아 민주당의 신파에 참여하여 활동하였다. 56년 10월 13일 배재학원 운동장에서 열린 제1차 여야 민의원의원 친선 야구대회에 참가했다.
이후 장면이 부통령이 되면서 민주당 신파의 리더가 되었다. 이때 그는 신파 내에서도 청년 소장파의 리더격으로 활동한다.
1957년 민주당 전라북도 도당위원장과 민주당 중앙당 훈련부장에 임명되었다. 그해 3월 대한역도연맹 부회장이 되었다. 1958년 5월 전주 을구에서 제4대 민의원의원에 민주당 후보로 출마하여 당선되었다. 1959년

##### 3.15 부정선거와 4.19 전후

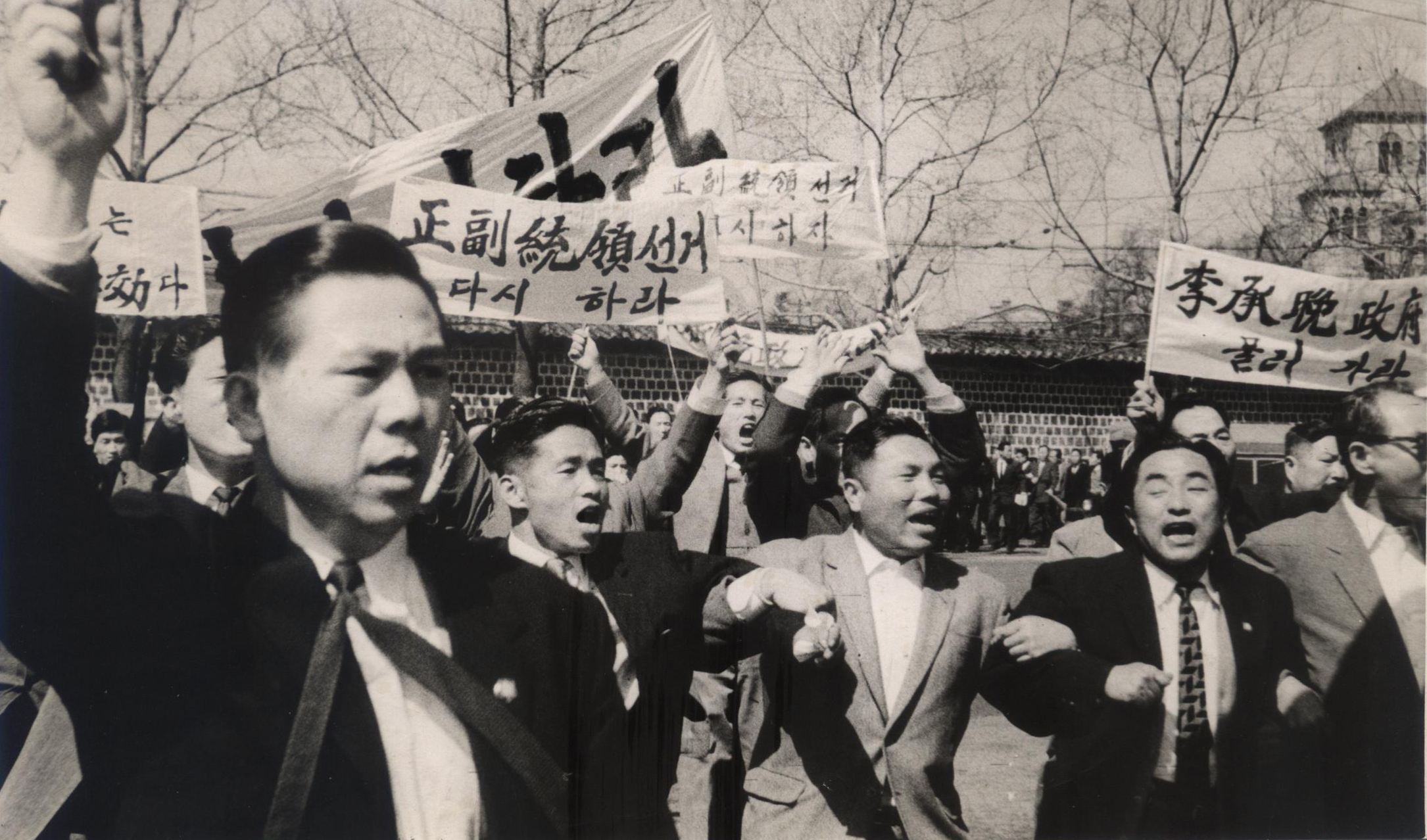
3·15 부정 선거를 규탄하는 이철승과 민주당 민의원의원들

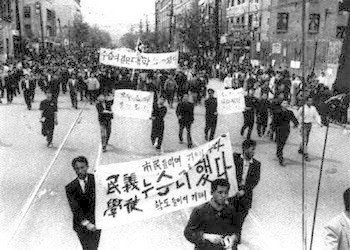
4·19 혁명 전후

1960년 3월 15일의 3·15 부정 선거를 한 자유당 정권을 규탄하고, 부정선거 진실 규명 운동에 동참하였다. 4월 부정선거 원흉에 대한 학생 시위대를 독려하였다.
마산 시위에서 실종된 학생 김주열 군이 눈에 최루탄이 박힌 끔찍한 모습으로 바다에 떠오른다. 국민들은 분노는 극에 달했다. 곧이어 고려대 학생들의 대대적인 시위가 벌어졌다. 민의원의사당 앞을 점거한 학생들의 시위는 그칠 기미가 보이지 않았다. 총장까지 나서봤지만 소용없었다. 이철승은 자유당의 무력 부대가 투입될 것이라는 정보를 입수하고 학생들 앞에 나섰다. 반탁 운동 때부터 함께했던 후배들은 그의 설득에 겨우 자리에서 일어섰다. 이후 정치 깡패들로부터 학생들을 보호하기 위해 사람을 보내는 한편 만일의 기습을 대비하였다.
그러나 학생들을 보호하려한 그의 노력에도 불구하고, 유지광이 주축이 된 자유당 무력부대들은 귀가하던 학생들을 습격했다. 많은 사상자를 낸 이 사건으로 인해 결국 국민이 들고 일어났다. 이후 이는 4.19 혁명으로 이어졌다.

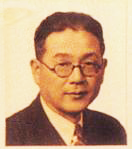
장면

4.19 혁명으로 자유당 정권이 붕괴되자 일부 야당 인사들은 자신의 공로로 자유당 독재가 붕괴되었다고 자랑하였고, 일부는 자유당과 이승만을 조롱하였으나 그는 자랑이나 자유당 비난을 삼가하였다. 1960년 7월 민의원에서 열린 대통령 간접 선거에서 1표를 얻었다. 1960년에는 다시 민주당 신파가 노장파와 소장파로 나뉘자 그는 민주당 신파의 소장파의 리더로 활약했다.
1960년 5월 전주 을구에서 제5대 민의원의원 선거에 민주당 후보자로 출마하여 당선되었다. 그러나 제5대 민의원의원직은 1년만에 5.16 군사 정변으로 물러나게 된다.
8월 18일 장면 내각이 출범한다. 그는 장면, 박순천, 곽상훈, 정일형 등과 함께 민주당 신파의 일원이었으며, 민주당의 소장파 리더로서 그는 장면을 적극 지지했던 것이다. 이후 장면 총리의 돈독한 사이를 유지하며 정치적 조언을 아끼지 않았다. 그해 9월 장면이 장도영을 육군 참모 총장에 기용하려 하자, 이철승은 장도영을 믿을 수 없는 인물이라며 양다리를 걸칠 수도 있음을 들어 적극 반대하였다. 그러나 장면은 말을 듣지 않았다. 장도영은 후에 박정희 등과 결탁하여 5.16 군사 정변에 가담한다.
1960년 민의원 국방위원회 위원장이 되고, 대한체육회의 회장으로 선임되었다. 1961년 3월말 제15차 UN총회의 한국 대표로 임명되어 출국, 총회에 참석하고 귀국하였다. 그해 대한역도연맹 회장이 되었다.

##### 5.16 군사 정변 직후

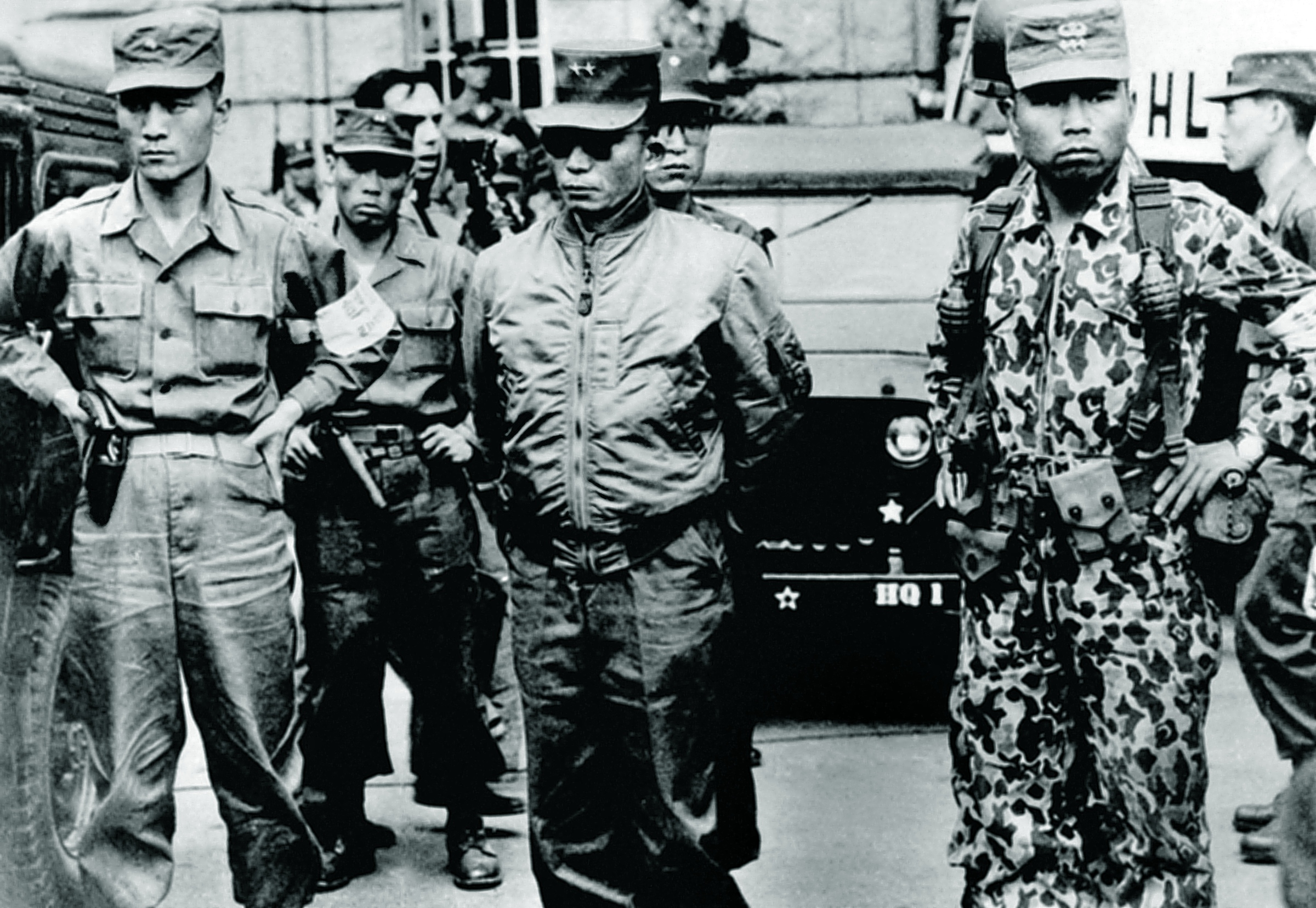
5·16 군사정변 직후, 5월 16일 오전 8~9시 경 중앙청 앞에서 소장 박정희와 이낙선 소령, 박종규 소령

5·16 군사 정변 직후 박정희는 사람을 보내 야당인사들을 회유하려 했고 이때 이철승에게도 사람을 보내 회유하려 하였다. 그러나 그는 자신을 도와달라던 박정희의 회유를 거절하였다. 그 뒤 미국으로 건너가 군사 정변의 부당성을 주장하였다. 이어 미국 펜실베니아 대학교(University of Pennsylvania) 대학원 국제정치학과에 진학, 1962년 정치학 석사 학위를 받았다.
최경록, 강문봉, 전규홍, 이철승, 양일동 및 전 주미 대사관 참사관 부인들은 1963년 3월 21일, 미국 대통령 관저 앞에서 "군대는 정치에 간섭하지 말라", "박정희 군사독재타도", "한국인은 군부정치를 원치 않는다", "한국인은 진정한 민주주의를 지지한다" 등의 플래카드를 들고 박정희 장군의 군정연장제안에 반대하는 시위를 벌였다. 이어 군사 정권에서 사람을 보내자 그는 군사정권의 무력 대응에 맞서 이들을 지켜내기도 했다. 그는 1964년 미국에서 귀국하게 된다.

#### 3공, 4공 시절

##### 제3공화국 기간
5.16 이후 정치규제에 묶여 강제로 정계은퇴당하면서 정계에 떠나있었으나 여러 강연, 계몽 활동에 참여하여 활동했다. 1964년 고려대학교 교우회(동문회) 부회장에 선출되었다. 1964년 귀국, 그러나 귀국 직후 의문의 방화 사건이 발생한다. 중정부와 닿아있는 선배로부터 '중앙정보부장 김형욱이 자신을 없애라고 명하는 것을 들었다'는 정보를 입수했다. 목숨의 위협을 느낀 그는 다시 망명길에 올랐다.
그 뒤 다시 정계에 복귀, 재건된 민주당 내에서 민주당 신파 계열의 지도자로 활동하였다. 5.16 군사 정변과 장면의 와병으로 거의 소멸, 와해상태에 있던 민주당 신파 인사들을 찾아다니며 다시 설득, 민주당 신파를 다시 재건하였으며 1967년 통합 야당으로 신민당이 창당되자 그는 신민당 내 민주당 신파 계열의 지도자로 추대되었다.
1965년 2월 8일 다시 대한역도연맹 회장이 되었다. 1965년 박정희, 김종필 등의 한일회담에 반대, 이를 굴욕외교로 규정하고 대일굴욕외교반대투쟁위원회에 참여하였다. 그해 4월 26일 대일굴욕외교를 비판하던 중 그의 집에 의문의 방화사건이 발생하기도 했다. 1966년 아시아 역도연맹 회장에 추대되었다. 그해 7월 5일에는 대한역도연맹 임시이사회를열고 선수강화위를 개편할 때 역도선수강화위원장이 되었다.
그 뒤 야당에서 8,9,10대 국회의원을 하면서 삼선개헌반대범국민투쟁위원회 조직위원장을 맡았고 제9대 국회부의장, 신민당 대표최고위원을 역임하는 등 야당 중진의 반열에 올랐다. 1965년 2월에는 대한역도연맹 회장에 위촉되었다. 1968년부터 박정희측의 삼선개헌안이 나오자 삼선개헌의 비민주성을 지적, 원내외에서 적극 반대하였다. 1969년 4월 19일에는 4.19 10주년 기념 강연을 마친 뒤 침묵 시위에 들어가기도 했다. 야당 지도자의 한사람이던 그는 윤보선, 장면, 유진산, 유진오, 장준하, 김영삼, 김대중, 김종필 등과 함께 박정희의 정적이자 잠재적 대안자의 한 사람으로 주목되기도 했다.

##### 역도연맹 내 갈등과 대권 도전
그는 1949년부터 오랫동안 대한역도연맹의 일을 보았고 1955년부터는 대한역도연맹의 부회장에 연임됐으며 1961년부터는 역도연맹 회장이 되었다. 그런데 1966년 9월에는 그해 10월 13일부터 10월 15일까지 동독 동베를린에서 열리는 세계역도연맹총회에 참가신청을 하였으나 외무부가 허락하지 않아 참석하지 못했다.
1967년 1월 22일 대한역도연맹의 비상 회의로 갑자기 대한역도연맹 회장직에서 해임되었다. 연맹 간부이던 이모는 그가 "정정법에 묶여있는 야당계 인사이기 때문에 활발한 움직임을 할 수 없고 재정적으로 가난하기 때문에 재력이 풍부한 모당의 실력자로 바꿔야 한다."며 그의 해임을 주도했다는 것이다.
1969년 한국민권투쟁위원회 위원장이 되었다. 1970년 신민당 정무위원(政務委員)의 한 사람으로 선발되고, 그해 6월에 대권도전 의사를 밝혔다. 1971년 한국정책연구회(韓國政策硏究會) 이사장에 선임되었다. 그해 12월 2일에 다시 대한역도연맹의 이사로 복직하고 1973년에는 다시 대한역도연맹 부회장에 위촉되었다.
그러나 1973년 9월 역도연맹 부회장직을 그만두게 된다.

##### 유신 시절
그 뒤 1971년에 있을 7대 대통령 선거를 앞두고 김영삼, 김대중 등과 함께 40대 기수론을 내세우고 대선후보자 경선에 참여하였다. 그러자 신민당내 원로들은 구상유취론, 젖비린내론을 내세워 젊은 소장파들의 활동을 방해하였다. 민주당 신파 출신 원로였던 곽상훈이나 박순천 등은 박정희 정권으로부터 국가원로로 대접받으면서 여당에 호의적으로 변했다. 장면의 사후 정치적 후견인이 없던 그에게는 여야 내부에서 견제와 불이익이 가해졌다.
김영삼과 이철승이 당내 대통령 후보자 경선에 나오자 김상현 등은 유진산이 지지하는 사람(김영삼을 가리킴)에게 당수직을 주었으니 대권은 줄 수 없다며 반발하였고 경선 초기에 잡음이 있었다. 71년 1월 당수인 유진산을 대신하여 다시 신민당 대통령 후보 경선에 나섰으나, 결선 투표에서 김대중에게 패하였다. 당수 유진산으로부터 김영삼에게 양보하라는 권고를 받고 일단 대선후보자에서 물러났다.
그런데 1차 투표 결과는 김영삼 421표, 김대중 382표, 무효 82표로 김영삼은 과반수를 얻지 못했다. 무효표는 이철승의 표였는데, 이철승이 유진산의 지명에 따른다는 약속을 파기한 것이다. 2차 투표에서 김영삼 410표에 김대중 485표가 나왔는데, 이는 이철승이 김대중의 손을 들어준 것이었다.

#### 중도통합론과 미군철수 사태 중재
1972년 국제테니스클럽 회장이 되었다. 1972년 이후에는 "중도통합론"을 제창하여 유신독재에 대한 투쟁을 주장하는 윤보선, 장준하, 김영삼, 김대중 등과 대립하면서 박정희 정권과의 타협을 도모하였다. 1973년 신민당 부의장에 선출된 뒤 그해 야당몫의 제9대 국회부의장에 피선되었다. 그는 야당 인사의 신분이었으나 이후 미국, 일본 등을 수시로 방문하며 한국에 대한 고립정책을 철회해줄 것을 적극 설득하였다.

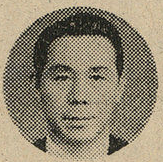
1975년경

1975년 3월초 미국을 방문하여 미국 내 고립주의자, 주한미군 철수론자들과 기타 미국 정치 인사들을 설득, 3월 15일에는 일본 도쿄에 들러 주일특파 기자들과 면담 뒤 일본 정치인들을 만나 한국에 대한 고립정책을 철회해줄 것을 설득하고 3월 28일에 귀국했다. 1975년 5월 13일에는 국제문제공동연구소의 초청을 받고 일본 도쿄를 방문, 국제문제공동연구소 강연회에 참석한 뒤 5일만에 되돌아왔다. 그해 10월초 제30차 국제연합 UN총회 한국대표단의 자문위원으로 특별 선임, 대표단과 함께 뉴욕 시 파견되었다가 10월 11일 귀국했다. 또한 국제사회의 시선을 인식한 박정희 정부는 특별히 UN총회대책 고문에 임명하기도 했다. 이후 1976년 신민당 대표 최고위원에 피선되었다.
1976년 신민당을 어용야당으로 만들려는 차지철에게 매수당해 신민당 전당대회에서는 비주류의 대표로 주류인 김영삼 총재측에게 대립하였으나 대표최고위원에 선출되었다. 이 과정에서 서방파 두목 김태촌을 매수해 김영삼을 공격하게 했으며 당하고는 못 사는 성격의 김영삼 역시 조직폭력배를 매수해 이철승을 공격하도록 하는 바람에 양측 조직폭력배들 사이에 패싸움이 일어났다. 이를 신민당 각목 사건이라 한다. 76년 당수에 선임된 뒤 중도통합론을 내세웠다. 그는 월남패망을 지켜본 그는 남북대치상황에서 국가의 안보와 자유는 대립적 개념이 아닌 상호보완적인 조화의 개념이라고 생각하였다. 또한 전부(全部) 아니면 전무(全無)라는 흑백논리나 선명론이 이나라 헌정사를 후퇴시켜 왔다는 주장을 하였다. 따라서 국내정치는 서로 경쟁하되, 정치적으로 협력할 것이 있다면 협력을 하고 외교 안보 문제는 초당적으로 협력해야 한다고 주장하였다. 그러나 신민당내의 극한투쟁론자들은 그를 사쿠라로 몰면서 장면의 유약함과 유진산의 사쿠라와 엮어서 그를 비방하였다.
미국 대통령인 지미 카터는 자신의 공약이었던 주한미군 철수정책을 추진하려 했다. 1978년 박동선의 미국 상하원 의원 로비 사건 이후 박동선 게이트 사건을 계기로 미국내 주한미군철수론자들은 미군철수를 감행하였고, 비밀리에 핵개발을 추진하던 박정희는 미군철수하라고 맞불을 놓았다. 그는 야당의원들을 모아 일본과 미국을 돌며 미군 철수는 안 된다며 미군철수 정책 추진을 막는데 노력하였다. 또한 일본 총리, 미국 상원 의원들을 만나 주한미군 주둔의 필요성에 대해 역설했다. 뉴욕타임즈에 그의 인터뷰 내용이 실렸는데, 미국 상원의원 의장인 험프리는 당과 노선을 떠나 국방과 국익을 위해 애쓴다며 특별히 이철승에게 경의를 표했다. 이철승은 양측을 설득하며 미군철수 불가론을 주장, 미국내 강경파 인사들을 설득하여 미군철수를 철회시키게 했다. 이후 10대 총선에서 신민당이 공화당을 근소한 차인 1.1%로 앞지르는 승리를 거두었다.
1978년 제10대 국회의원 선거에 전주, 완주 지역구에서 당선되었고 1979년 신민당 총재경선에서 중앙정보부의 은밀한 후원을 업고 김영삼과 맞붙었으나, 김대중계가 이철승을 저버리고 김영삼을 지원하면서 그는 경선에서 패했다.

### 생애 후반

#### 5, 6공때의 정치 활동
1984년 한국반탁반공학생운동기념사업회 총재에 추대되고 1985년 대한체육회 고문이 되었다. 신군부 집권 후에는 1980년 전두환 정권에 의해 잠시 정치규제에 묶여 11대 국회에 참여할 수 없었으나, 1985년 정치 규제가 풀리면서 그해 제12대 국회의원 총선거에 신한민주당 소속으로 전주, 완주 지역구에 출마하여 다시 국회의원이 되었다. 1985년말 신민당 총재 이민우가 '민주화를 위한 몇가지 선행 조건을 수행한다면 내각제를 고려해볼 수도 있다'며 '이민우 구상'을 발표하였다. 김대중과 김영삼 양 김 세력은 거세게 반발했다. 이철승은 양김에 맞서 이민우를 지지하고 나섰다. 그 뒤 이민우 총재와 함께 변절자, 사쿠라, 유진산, 장면 등과 함께 비난을 받고 수모를 당했지만 이민우를 지지하였다.
1987년 당시 직선제 개헌을 위해 선명투쟁을 주장하는 양김씨 틈새에서 크게 논란이 되었던, 여당인 민주정의당의 당론과 같은 내각제 개헌을 주장하였고, 이에 동교동계와 상도동계가 강하게 반발하였다. 이때 다시 "사쿠라"라는 별명이 언급되었고 양김 세력은 이철승을 제명하라는 요구를 하였다. 결국 이민우 총재는 양김 세력의 압력에 '해당 행위'를 이유로 이철승을 제명하려 하였으나, 정치깡패 김용남의 방해로 인해 제명하지 못했고 이는 통일민주당의 창당으로 이어지는 원인 중 하나가 되었다.
1987년 자유민주총연맹 총재로 추대되었다. 이후 6월 항쟁으로 직선제 개헌이 이뤄진 이듬해 1988년 4월 26일의 제13대 국회의원 총선거에서는 고향 전주에서 신한민주당 소속으로 출마했으나, 호남지역을 휩쓴 이른바 황색바람(김대중의 평화민주당 돌풍)에 휩쓸려 낙선하고 말았다. 이후 신한민주당은 와해되어 통일민주당에 흡수되고 만다. 그는 통일민주당에 입당하라는 권고를 물리치고 정계에서 은퇴한다.
1988년 서울올림픽 조직위원에 위촉되었고, 1989년 서울평화상 심사위원이 되었다. 1990년 다시 서울평화상 심사위원이 되었다.

#### 정계은퇴 후 시민사회단체 활동
1988년 13대 국회의원 선거에 낙선한 이후로 정계 일선을 은퇴하고 각종 우익운동과 반북반공운동에 앞장서면서 반탁반공학생운동기념사업회 총재, 여순순국선열기념재단 이사, 자유민주민족회의 대표상임의장 등에 선출되었다. 이후 제3대 서울평화상문화재단 이사장, 민족정론소식 회장을 맡고 있다. 그 뒤 우파 단체의 원로로 우익 청년들을 지도하였고, 김영삼, 김대중 정권에 반대하는 우파 단체들의 후견인이 되었다. 여러 우익 단체 활동을 지원하고 강연 활동 등을 하였다.
1995년 한국노년유권자연맹 고문, 1996년 2002 월드컵 조직위원회 위원에 위촉되었고, 1997년 11월 21일 서울특별시 서울역광장에서 민족진영애국단체연합 등 범 우파단체를 소집, 민족진영구국안보총궐기대회를 주관하였다. 1998년 대한민국건국50주년기념사업준비위원회 회장에 선임되고, 1999년 운석 장면박사 기념사업회 창립 발기인이 되어 장면 기념사업회 창설에 참여하였다.
2002년 2002 월드컵조직위원회 조직위원에 재위촉되었다. 2007년 대한민국헌정회 회장이 되었다. 2008년 대한민국건국기념사업회 초대 회장에 피선되었고, 2010년 1월 대한민국건국기념사업회 제2대 회장에 연임되었다.

### 사망
2016년 2월 27일 지병으로 새벽 3시 항년 95세의 나이로 별세하였다.

## 학력
- 제2공립보통학교 졸업
- 전라북도 전주고등보통학교 졸업
- 경성 보성전문학교 졸업
- 고려대학교 정치학과 졸업
- 미국 펜실베이니아 대학교 대학원 정치학과 졸업 (정치학 석사)

### 명예 박사 학위
- 전주우석대학교 명예 문학박사 (1995년 2월 24일)
- 고려대학교 명예 정치학 박사 (1998년 11월 4일)

## 약력
- 1948년 5월 10일 : 제헌 국회의원(전북 전주) 선거 낙선
- 1950년 5월 10일 : 제2대 국회의원(전북 전주) 선거 낙선
- 1985년 12월 : 제12대 국회의원(전북 전주) 당선

## 기타
이민우는 그를 애국자라고 칭찬하였다. 과거 민주당할 때 그는 민주당 신파였고 나는 민주당 구파를 했고, 그 후 같은 야당 신민당을 하면서도 자주 부딪쳤었다며, 나는 그의 「中道통합노선」을 반대했는데, 지금 와서 생각하니 그 사람만큼 나라를 위해 일한 사람도 드물다. 그는 나이를 먹어도 아주 건강하다며, 그런 분이 아직도 자유민주주의 운동의 일선에서 활동해 주어서 참 다행이여. 고맙다고 칭찬하였다.
2009년 5월 국가원로회의에서 발언 중, 노무현의 국민장 결정에 반대하여 '퍽 안타깝게 생각해요. 나는 국무총리 주최 원로회의에서 이렇게 얘기했소. 노무현 대통령의 투신자살은 퍽 안타깝고 유감스러운 일이오. 그러나 과례(過禮)도 비례(非禮)라는 말이 있듯이 투신자살한 대통령을 이승만 대통령이나 김구 선생과 같은 배열로 국민장을 하는 것은 국가의 기본적인 관례에 두고두고 혼란을 줄 수 있다'라 하였다.

### 상훈
- 국민훈장 무궁화장(1991년)

## 저서
- 〈절망에의 도전〉
- 〈민주의 장정〉
- 〈전국학련〉
- 〈중도통합론〉
- 〈대한민국과 나〉 (2011)

### 공저
- 〈박정희 시대〉(공저)
- 〈대한민국 건국 50년! 이렇게 세웠다〉(박갑동과 공저, 계명사)

## 가족 관계
- 할아버지 : 이시형
  - 백부 : 이석주(李錫株, 1903년 - 1998년 10월 30일
    - 사촌 : 이헌승(李憲承)
- 아버지 : 이석규(李錫圭, ? - 1950년, 6.25 전쟁 중 살해됨)
- 어머니 : 청주 한씨 부인
  - 형제 : 2남
  - 자매 : 5녀
- 아내: 김창희(金昌熙, 1925년 ~ 2018년 1월 11일) - 의학자, 산부인과 의사. 경성여자의학전문학교 졸업.[24]
  - 아들 : 이동우(李東祐, 1951년~ )
  - 며느리 : 허은미(許恩美)
    - 손녀 : 이은선(李垠宣)
    - 손녀 : 이희선(李熙宣)
    - 손자 : 이학렬(李學烈)

  - 딸: 이양희(李亮喜, 1956년 7월 24일 - , 성균관대학교 생활과학부 아동학전공 교수, 김택기의 전처)

## 같이 보기
| - 반탁전국학생연맹 - 보성전문학교 - 학도병 - 대한민국 헌정회 - 신민당 - 신한민주당 - 김구 - 김성수 - 이승만 - 김두한 - 유진산 - 김영삼 - 김대중 - 이민우 - 김신 - 박순천 - 박용만 - 손진 - 이아주 | - 태평양 전쟁 - 한국 전쟁 - 대한민국 건국회 - 호헌동지회 - 민주당 - 송진우 - 염동진 - 이시영 - 윤보선 - 장덕수 - 조병옥 - 조소앙 - 장건상 - 장택상 - 장면 - 정일형 - 김규식 - 송남헌 - 박갑동 | - 곽상훈 - 김종필 - 박정희 - 유진오 - 유치송 - 윤치영 - 윤치호 - 전두환 - 정구영 - 주요한 - 최기일 | - 전주시 (1950년 선거구) - 전주시의 국회의원 - 전주시 을 (1958년 선거구) - 전주시 (1963년 선거구) - 전주시·완주군 - 완주군의 국회의원 - 대한민국의 국회부의장 |

## 관련 서적
- 국회의원 동우회, 《제10대국회의원총람》, (국회의원 동우회, 1979)
- 이철승, 《소석 이철승 회고록 대한민국과 나:이철승의 현대사 증언》 (시그마북스, 2011)

## 역대 선거 결과
|  | 24.33% |

|  | 13.02% |

|  | 53.89% |

|  | 63.75% |

|  | 62.63% |

|  | 71.98% |

|  | 49.60% |

|  | 52.01% |

|  | 48.19% |

|  | 9.73% |

## 소속 정당
| 소속 정당 | 소속 정당  | 소속 기간 | 비고                     |
| --------- | ---------- | --------- | ------------------------ |
|           | 조선민족당 | 1945      | 입당                     |
|           | 한국민주당 | 1945~1948 | 합당 정계 입문           |
|           | 무소속     | 1948~1955 | 탈당                     |
|           | 민주당     | 1955~1961 | 창당                     |
|           | 무소속     | 1961~1970 | 정당 해산 정계 은퇴      |
|           | 민주당     | 1970~1980 | 입당 정계 복귀           |
|           | 무소속     | 1980~1985 | 정당 해산                |
|           | 신한민주당 | 1985~1988 | 창당                     |
|           | 무소속     | 1988~2016 | 정당 해산 정계 은퇴 사망 |

## 참고 자료
- 이철승 - 대한민국헌정회
- '건국60돌-헌정60돌' 이철승 헌정회장 인터뷰 동아일보 2008년 4월 2일자
- 이철승 전 신민당 대표 회고록 출판기념회 중앙일보 2011년 5월 24일자
- [소석(素石) 이철승(李哲承)] 건국과 호국의 현대사 경제풍월 2011년 7월호
- 한국 현대사증언 TV자서전:이철승 1부 - 일제 식민지와 해방
- [http://www.kbs.co.kr/1tv/sisa/biography/vod/1719701_37004.html%5B깨진+링크(과거+내용+찾기)%5D 한국 현대사증언 TV자서전:이철승 2부 - 건국과 6.25]
- 전북일보 『20C 전북50인』